# Xestaea lisianthoides
Xestaea lisianthoides är en gentianaväxtart som beskrevs av August Heinrich Rudolf Grisebach. Xestaea lisianthoides ingår i släktet Xestaea och familjen gentianaväxter. Inga underarter finns listade i Catalogue of Life.